# Henry Barkly
Pour les articles homonymes, voir Barkly.
Henry Barkly (24 février 1815 – 20 octobre 1898) est un homme politique, scientifique et gouverneur colonial britannique.

## Biographie
Né en 1815 le quartier d'Highbury à Middlesex (intégré aujourd'hui dans Londres), il est le fils aîné d'Æneas Barkly, un marchand d'Inde occidentale. Il fait ses études à la Bruce Castle School à Tottenham, où le programme de l'école lui donne un intérêt pour la science et les statistiques.
Après avoir terminé ses études dans le commerce, Barkly travaille pour son père. La famille Barkly a plusieurs liens avec les Antilles : la mère de Barkly, Susannah Louisa, est la fille d'un planteur de la Jamaïque ; la compagnie de son père s'occupe du commerce aux Antilles ; et la famille possède un domaine en Guyane britannique.

## Distinctions
- Ordre de Saint-Michel et Saint-Georges Chevalier Grand-croix (GCMC) en 1874.
- Ordre du Bain Chevalier Commandeur (KCB).

- Fellow de la Royal Society
- Fellow de la Royal Geographical Society

## Héritage
Les villes de Barkly Est et Barkly Ouest en Afrique du Sud sont nommés après lui.